# بليتش (الموسم 8)
آرانكر: القتال الضاري (破面・激闘篇 آرانكارو غيكيتو هِن) هو الموسم الثامن من أنمي بليتش، ويحتوي على 16 حلقة. قام بإخراج الموسم نوريوكي أبيه وأنتجه تلفاز طوكيو و‌دنستو و‌إستديو بيرو. الموسم مقتبس من مانغا بنفس الاسم للمؤلف تايت كوبو. يحكي الموسم عن معارك إيتشيغو كوروساكي وأصدقائه ضد الإسبادا - أقوى الآرانكر في جيش سوسكي آيزن الشينيغامي والقائد السابق بمجتمع الأرواح - لإنقاذ أوريهيمي إينوي. بدأ عرض الموسم في اليابان ابتداءً من 12 ديسمبر 2007 وحتى 16 أبريل 2008. أصدرت أنيبلكس 5 مجلدات دي في دي كل منها يحتوي على 4 حلقات ابتداءً من 28 مايو 2008 وحتى 27 أغسطس 2008.
يحتوي الموسم على 3 شارات موسيقية: شارة بداية وشارتا نهاية. شارة البداية هي "بعد حلول الظلام" (アフターダーク أفتا داكو) من أداء آيشن كونغ-فو جينيريشن. شارة النهاية الأولى هي أغنية مغني البوب الياباني كوسوكي أتاري "أيام نثر البذور" (種をまく日々 تاني أو ماكو هيبي)، والتي اِستُخدمِت حتى الحلقة 153، لتحل محلها "امتنان" (感謝。 كانشا) من أداء آر إس بي ابتداءً من الحلقة 154. للترويج للفيلم الراوئي الثاني من بليتش، تمرد غبار الماس، ظهرت لقطات من الفيلم في شارتي البداية والنهاية من الحلقة 152 حتى الحلقة 154، وقد أُصدر الفيلم في 22 ديسمبر 2007.

## قائمة الحلقات
| الرقم | عنوان الحلقة                                                                     | فصول المانغا                          | تاريخ العرض الأصلي |
| ----- | -------------------------------------------------------------------------------- | ------------------------------------- | ------------------ |
| 152   | «انتقام إيتشيغو! هذا هو البانكاي الخاص بي» (一護反撃！こいつが俺の卍解だ)        | 252-254                               | 12 ديسمبر 2007     |
| 153   | «البحث الشيطاني! خطة زايل أبورو» (悪魔の研究！ザエルアポロの企み)                | 254-256، 262                          | 19 ديسمبر 2007     |
| 154   | «روكيا وكاين، جمع الشمل المحزن» (ルキアと海燕、哀しみの再会)                     | 263-264                               | 26 ديسمبر 2007     |
| 155   | «انتقام روكيا! إطلاق الكيدو اليائس» (ルキア反撃！決死の鬼道を放て)               | 264-267                               | 9 يناير 2008       |
| 156   | «إيشيدا & بيشي، هجوم الصداقة المتحد؟» (石田＆ペッシェ、友情の合体攻撃?)          | 256-257                               | 16 يناير 2008      |
| 157   | «ورقة إيشيدا الرابحة، سيلي شنايدر» (石田の切り札、魂を切り裂くもの)              | 258-259                               | 23 يناير 2008      |
| 158   | «يد العملاق اليمنى، يد الشيطان اليسرى» (巨人の右腕、悪魔の左腕)                  | 260-261                               | 30 يناير 2008      |
| 159   | «موت ياستورا سادو! دموع أوريهيمي» (茶渡泰虎死す！織姫の涙)                       | 262-265، 267                          | 6 فبراير 2008      |
| 160   | «عهد، قلبك هنا تمامًا...» (遺言、心は此処に…)                                     | 267-269                               | 13 فبراير 2008     |
| 161   | «الآرانكار القاسي، إثارة ألوكيورا» (残酷な破面、ウルキオラの挑発)                | 269-270                               | 20 فبراير 2008     |
| 162   | «ضحك زايل أبورو!، شبكة رينجي المحاصِرة اكتملت» (笑うザエルアポロ、恋次包囲網完成) | 270-272                               | 27 فبراير 2008     |
| 163   | «الشينيغامي والكوينسي، المعركة مع الجنون» (死神とクインシー、狂気との戦い)       | 272-274                               | 5 مارس 2008        |
| 164   | «خطة إيشيدا، عشرون ثانية من الهجوم والدفاع» (石田の作戦、20秒の攻防)             | 275-277 حكايات كل يوم المملة الجزء 21 | 12 مارس 2008       |
| 165   | «نية القاتل تغلي! غريمجو السعيد» (殺意沸騰！歓喜のグリムジョー)                  | 278-280                               | 19 مارس 2008       |
| 166   | «جهد يائس ضد جهد يائس! إيتشيغو المتجوف» (死力VS死力！ホロウ化した一護)           | 281-283                               | 9 أبريل 2008       |
| 167   | «لحظة الختام، نهاية غريمجو» (決着の時、グリムジョーの最後)                       | 284-286                               | 16 أبريل 2008      |

## إصدارات منزلية
| المجلد | تاريخ الإصدار | الحلقات | مرجع   |
| ------ | ------------- | ------- | ------ |
| 1      | 28 مايو 2008  | 152–155 | [ 1 ]  |
| 2      | 25 يونيو 2008 | 156–159 | [ 10 ] |
| 3      | 23 يوليو 2008 | 160–163 | [ 11 ] |
| 4      | 27 أغسطس 2008 | 164–167 | [ 5 ]  |